# Jan Staszel (wspinacz)

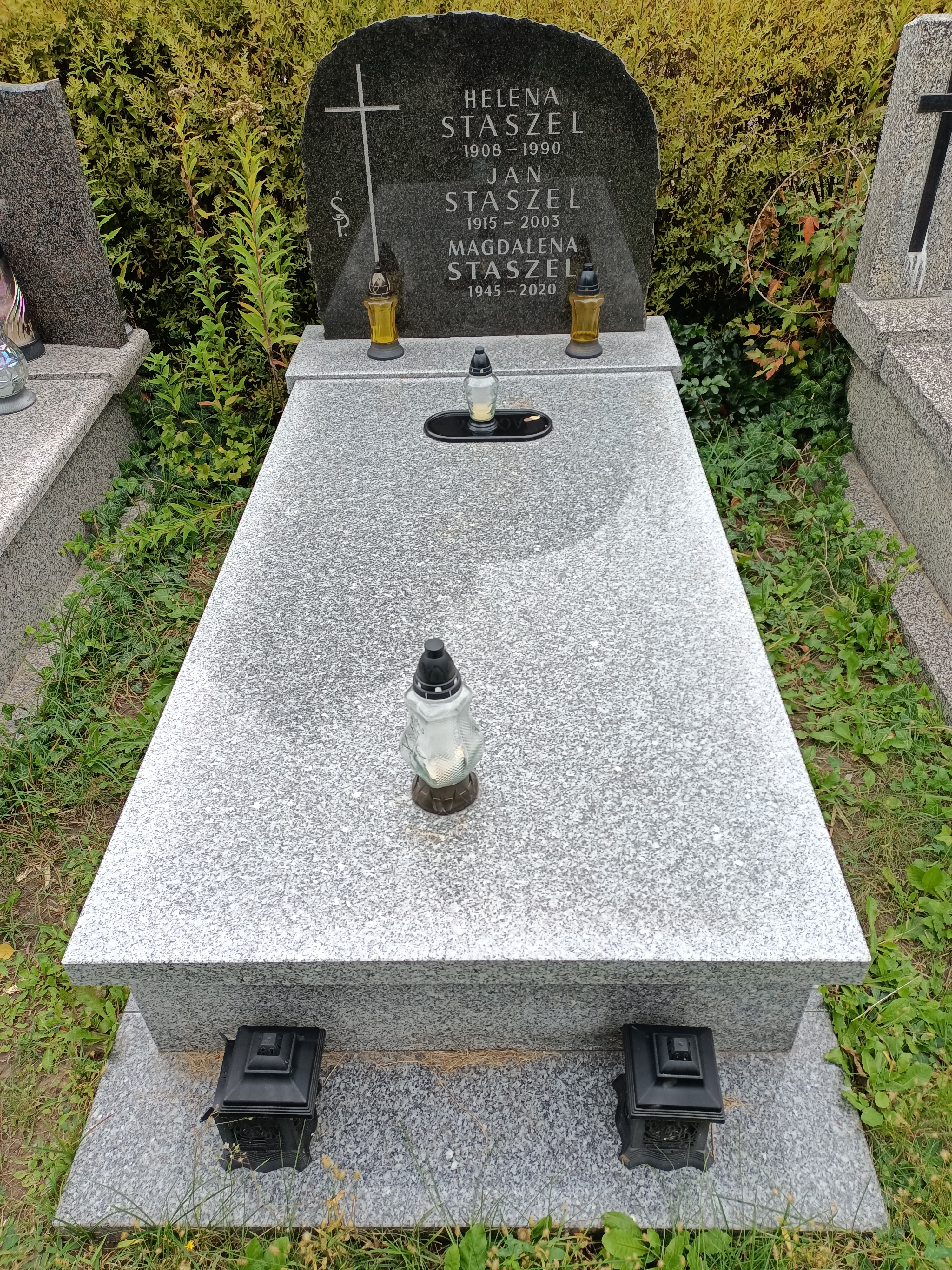
Grób Jana Staszela na Cmentarzu Komunalnym Północnym w Warszawie

Jan Staszel senior (ur. 16 stycznia 1915 w Zakopanem, zm. 3 lutego 2003 w Warszawie) – polski taternik, przewodnik tatrzański, alpinista, żołnierz w wojnie obronnej 1939, jeniec wojenny, uczestnik ruchu oporu w szeregach Armii Krajowej, inżynier poligraf, wieloletni pracownik Polskiej Wytwórni Papierów Wartościowych (PWPW).
Był autorem wielu pierwszych wejść letnich i zimowych w Tatrach, a także uczestnikiem wypraw w Alpy w latach 1936–1956, członkiem Klubu Wysokogórskiego, Polskiego Towarzystwa Tatrzańskiego oraz Polskiego Towarzystwa Turystyczno-Krajoznawczego i honorowym przodownikiem Górskiej Odznaki Turystycznej.
Pracę w PWPW rozpoczął w 1945 r. Pracował m.in. na stanowiskach dysponenta kliszarni, starszego mistrza, kierownika ds. galwano i kliszarni, inżyniera postępu technicznego, zastępcy szefa produkcji poligrafii ds. postępu technicznego. Był również redaktorem gazety zakładowej PWPW „Życie Wytwórni”. Uhonorowany wieloma odznaczeniami.
Został pochowany na Cmentarzu Komunalnym Północnym w Warszawie (kw. O-I-8).
Jest patronem szkoły podstawowej w Równi niedaleko Ustrzyk Dolnych.